# Beležír
Beležír je chráněný areál v oblasti Cerová vrchovina.
Nachází se v katastrálním území obcí Dubno, Gemerský Jablonec a Nová Bašta v okrese Rimavská Sobota v Banskobystrickém kraji. Území bylo vyhlášeno či novelizováno v roce 2012 na rozloze 61,6744 ha. Ochranné pásmo nebylo stanoveno.